# 보성군 (1988년 선거구)
보성군은 대한민국의 옛 국회의원 선거구이다. 당시 전라남도 보성군 지역을 관할했다.

## 역사
제13대 국회의원 선거를 앞두고 고흥군·보성군 선거구에서 분리되면서 신설되었다.
제15대 국회의원 선거를 앞두고 화순군 선거구와 통합되어 보성군·화순군 선거구를 이루게 됨에 따라 폐지되었다.

## 역대 국회의원
| 선거   | 정당 | 정당       | 의원   |
| ------ | ---- | ---------- | ------ |
| 1988년 |      | 평화민주당 | 류준상 |
| 1992년 |      | 민주당     | 류준상 |

## 역대 선거 결과

### 대한민국 제13대 국회의원 선거
|  | 66.03% |

|  | 33.96% |

### 대한민국 제14대 국회의원 선거
|  | 55.34% |

|  | 44.65% |